# 木王镇
木王镇，是中华人民共和国陕西省商洛市镇安县下辖的一个乡镇级行政单位。
陕西省民政厅于2015年批复同意撤销杨泗镇，并入木王镇；将柴坪镇米粮寺村、文家庙村划归木王镇。

## 行政区划
木王镇下辖以下地区：
月坪村、米粮寺村、文家庙村、坪胜村、近安村、长坪村、栗扎坪村、朝阳村、桂林村、胜利村和平安村。